# La Cara oculta
La Cara oculta je španělsko-kolumbijský triller z roku 2011. Režisérem filmu a autorem scénáře je Andrés Baiz. V Bollywoodu byl v roce 2013 natočen remake filmu pod názvem Murder 3.

## Obsazení
- Quim Gutierrez – Adrián
- Clara Lago – Belén
- Martina García – Fabiana
- Marcela Mar – Verónica
- Juan Alfonso Baptista – policista Ramiréz
- Alexandra Stewart – Emma

## Děj
Španělský dirigent Adrián žije se svým psem ve velkém domě na samotě v Kolumbii. Donedávna tu s ním žila jeho přítelkyně Belén. Ta jednoho dne zmizela a nechala Adriánovi pouze nahrané video, ve kterém mu sdělila, že ho opouští kvůli jeho flirtování s houslistkou Veronicou. Adrián se snaží vzchopit a seznámí se servírkou Fabianou, ta se k němu nastěhuje. Protože policie zjistí, že Belén neopustila Kolumbii, začne podezírat Adriána z její vraždy. Fabiana začne v domě pozorovat divné věci – ve vaně a v umyvadle se tvoří drobné vlnky, zdá se jí, že u odpadní roury slyší hlas a navíc pozoruje divné chování psa. Myslí si, že je to duch. Mezitím najde v ložnici neznámý klíč, který nikam nepasuje a začne ho nosit na krku.
V této části se děj filmu vrací na začátek.
Adrián a Belén jsou zamilovaný pár, který se přistěhoval do Kolumbie, kvůli Adriánově práci. Pronajmou si velký dům od staré paní. Když se Belén svěří paní domu se svým podezřením na Adriánovu nevěru, ta jí prozradí, že je v domě tajný úkryt, který dal postavit její manžel – bývalý nacista. Tento úkryt je zvukotěsný a je vybaven tak, že je v něm možné po určitý čas žít, skrze zrcadla se z něj navíc dá hledět do domu. Belén se rozhodne nahrát Adriánovi vzkaz a poté z tajného krytu pozorovat, jak se zachová. Když později vidí, že je z jejího odchodu nešťastný, odpustí mu a chce se z úkrytu vrátit, jenomže si ve spěchu zapomněla vzít klíč a je tak uvězněna.
V této části se děj filmu vrací zpět.
Fabiana začne s Belén komunikovat pomocí vln na vodě. A zjistí, že je živá a uvězněná v krytu. Dokonce objeví i tajný vstup. Fabiana se bojí, že ztatí Adriána, a tak se rozhodne, že nechá Belén uvězněnou v bunkru. Za nějaký čas, když už je Fabiana přesvědčena, že je Belén mrtvá, úkryt odemkne. Belén, ale ještě žije, přemůže Fabianu a zamkne jí v úkrytu. Následně opouští dům a zanechává v něm klíč. Později se vrací domů Adrián a nachází pouze "prázdný" dům.